# Leonard Landois

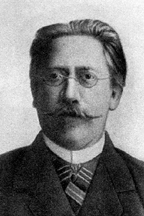
Leonard Landois.

Leonard Landois, född 1 december 1837 i Münster, död 17 november 1902 i Greifswald, var en tysk fysiolog. Han var bror till Hermann Landois samt far till Max och Felix Landois.
Landois studerade i Greifswald, där han var lärjunge till Ludwig Julius Budge. Han blev medicine doktor 1861, därefter 1868 extra ordinarie och 1872 ordinarie professor i fysiologi. Hans vetenskapliga arbete sträcker sig över många områden, men han studerade särskilt blodet och hjärtsjukdomarnas kliniska fysiologi. Han påvisade således förmakspulsslag vid aortainsufficiens och hematografi. 
Landois tillskrivs även erkännandet av det periostala bildningssättet av djurens horn och av värmecentret i hjärnbarken. Han beskrev först av alla angina pectoris 1866 och ataxi 1876 och angav kromsyra-kvicksilvermetoden för studiet av nervelementen, 1872, en metod, vars räckvidd han knappast själv överskådade, och som senare i annan form upptogs av Camillo Golgi. Mest känd är Landois Lehrbuch der Physiologie des Menschen (1880, 13:e upplagan), en bok, som i särskilt grad tar hänsyn till kliniken och den praktiserande läkarens behov.

## Övriga skrifter (i urval)
- Die Lehre vom Arterienpuls (1872)
- Die Transfusion des Blutes (1875)
- Beiträge zur Transfusion des Blutes ("Deutsche Zeitschrift für Chirurgie", 1878)